# Lorraine Car Company
Lorraine Car Company war ein US-amerikanischer Hersteller von Kraftfahrzeugen.

## Unternehmensgeschichte
D. H. Cummings gründete 1917 das Unternehmen. Der Sitz war in Richmond in Indiana. Er fertigte Leichenwagen. Ab 1920 entstanden auch Personenkraftwagen. Der Markenname lautete Lorraine. 1921 erfolgte die Übernahme durch die Pilot Motor Car Company. Der Markenname wurde noch bis 1923 genutzt. Pkw entstanden in dieser Zeit nur nach Aufträgen. Es gab keine Verbindungen zur Lorraine Automobile Manufacturing Company und zur Lorraine Motors Corporation, die den gleichen Markennamen benutzten.

## Pkw
Das einzige Modell war der Six. Er hatte einen Sechszylindermotor von der Continental Motors Company mit 55 PS Leistung. Das Fahrgestell hatte 310 cm Radstand. Die Fahrzeuge waren als Limousine mit sieben Sitzen karosseriert.